# Conus lentiginosus
Conus lentiginosus é uma espécie de gastrópode do gênero Conus, pertencente à família Conidae.